# 王治平 (1953年)
王治平（1953年2月—），男，汉族，河南南乐人，中华人民共和国政治人物，曾任天津市政协副主席，第十届全国人大代表。